# Centraal Museum
Il Centraal Museum (in italiano Museo centrale) è un museo d'arte di Utrecht, nei Paesi Bassi. Conserva le opere di importanti pittori legati alla città olandese, tra cui Joachim Anthonisz Wtewael, Gerard van Honthorst, Hendrick ter Brugghen, Abraham Bloemaert, Paulus Moreelse e Jan van Scorel.

## Storia
Il museo venne aperto il 5 settembre 1838 presso il municipio di Utrecht, motivo per cui si tratta del museo municipale più antico dei Paesi Bassi; originariamente, la collezione includeva esclusivamente opere legate alla storia di Utrecht. Nel 1891 la sede venne trasferita nell'Hoogeland di Utrecht. Nel 1921 il museo venne trasferito nell'ex monastero medievale di Agnietenstraat e accorpò diverse collezioni d'arte private, diventando così un "museo centralizzato", da cui il nuovo nome "Centraal Museum".